# 和平街道 (塔城市)
和平街道，是中华人民共和国新疆维吾尔自治区塔城地区塔城市下辖的一个乡镇级行政单位。

## 行政区划
和平街道下辖以下地区：
建设街社区、商业街社区、文化街社区、新华街社区、塔尔巴哈台街社区、广场街社区和营盘街社区。